# Desmiphora bijuba
Desmiphora bijuba är en skalbaggsart som beskrevs av Giesbert 1998. Desmiphora bijuba ingår i släktet Desmiphora och familjen långhorningar. Inga underarter finns listade i Catalogue of Life.